# Stop Asian Hate
Stop Asian Hate (укр. Зупиніть ненависть до азіатів) — серія демонстрацій, протестів та мітингів проти насильства щодо азіатів та американців азіатського походження, які пройшли у США починаючи з 2021 року у відповідь на расову дискримінацію американців азіатського походження у контексті пандемії COVID-19.

## Передумови
Пандемія COVID-19, вперше зареєстрована в місті Ухань у китайській провінції Хубей, призвела, як припускають, до зростання расизму щодо азіатів та американців азіатського походження. У створенні такої атмосфери нерідко звинувачували президента Дональда Трампа, який неодноразово говорив про «китайський» вірус, що нібито підживлювало неприязнь до азіатів загалом. За даними Центру вивчення ненависті та екстремізму при Каліфорнійському державному університеті в Сан-Бернардіно та організації Stop AAPI Hate, кількість злочинів проти американців азіатського походження збільшилася з 2019 року. Наприклад, Центр вивчення ненависті та екстремізму повідомив, що кількість злочинів на ґрунті ненависті проти азіатів збільшилася на 150% до 2020 року, а організація Stop AAPI Hate отримала 3795 повідомлень про дискримінаційні інциденти в перший рік пандемії. Дослідження Центру з вивчення ненависті та екстремізму також показало, що кількість злочинів на ґрунті ненависті до азіатів у 2021 році зросла на 339% порівняно з 2020 роком, а в поліцейському управлінні Сан-Франциско в тому ж році кількість злочинів на ґрунті ненависті до азіатів на 567%. У Нью-Йорку ця цифра склала 343%.

## Події

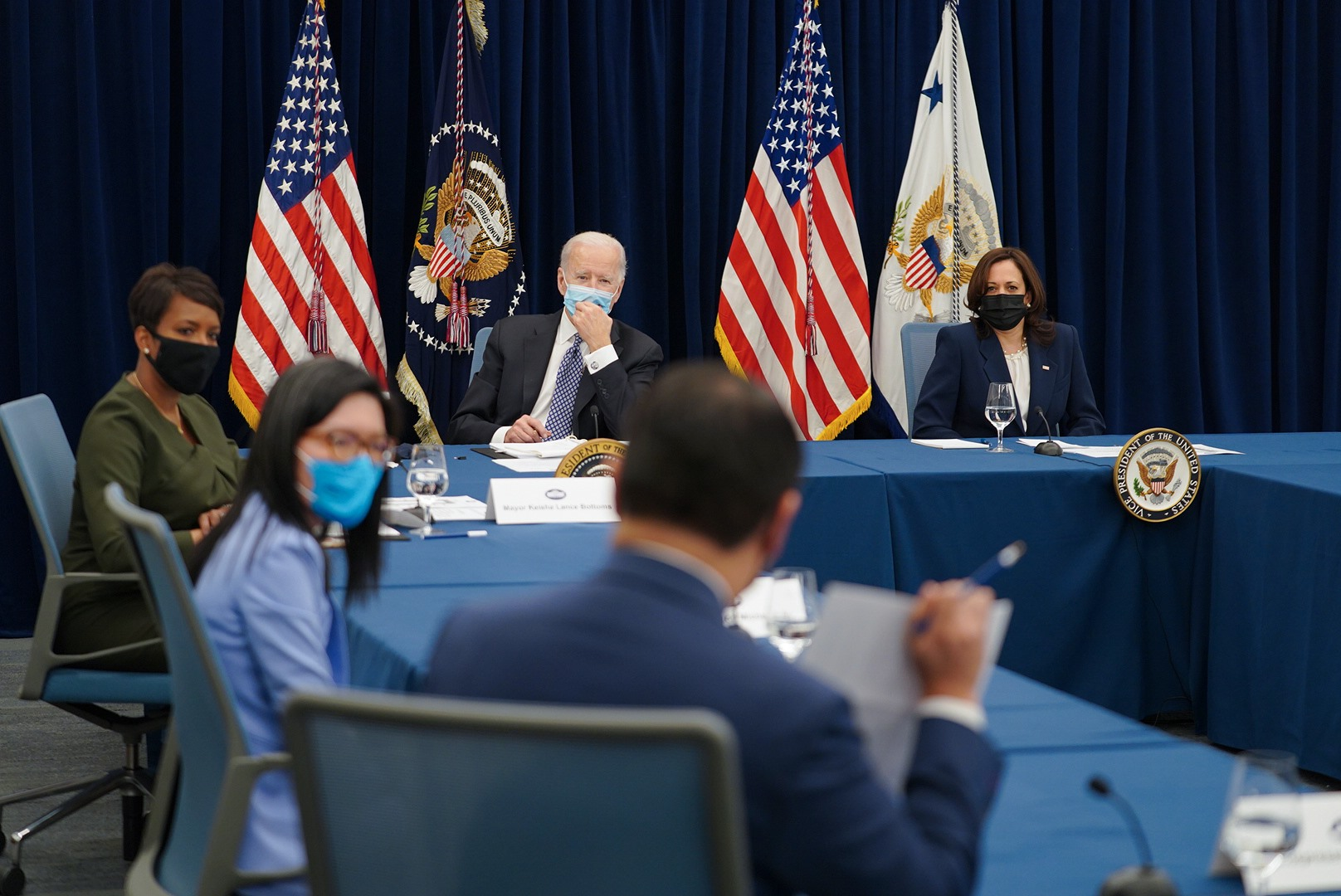
Зустріч президента Джо Байдена та віце-президента Камали Харріс із лідерами азіатсько-американської громади в Атланті 19 березня 2021 року

16 березня 2021 року в трьох спа-салонах в районі Атланти сталася стрілянина, внаслідок якої загинуло вісім осіб, з них шість - жінки азіатського походження. Поліція заявила, що вбивця вчинив злочини через конфлікт до дівчат зі спа-салонів та своїми релігійними віруваннями. Хоча це вбивство не було кваліфіковано, як «злочин на ґрунті ненависті», воно призвело до масового обурення в США і за їх межами, і ряду мітингів із закликами забезпечити расову рівність та безпеку для осіб азіатського походження, а також включити докладніший виклад історії Азії у шкільну програму. 21 травня 2021 року президент США Джо Байден підписав білль, націлений на боротьбу зі злочинами проти осіб азіатського походження. У кампанію включилися багато діячів культури, у тому числі відомий корейський поп-гурт BTS: пост учасників групи на цю тему став постом у Твіттері, який має максимальну кількість репостів за 2021.